# Цветков, Василий Жанович
Васи́лий Жа́нович Цветко́в (род. 21 июля 1968, Москва, СССР) — российский историк, специалист по России XX века, истории революций и Белого движения. Доктор исторических наук, профессор Московского педагогического государственного университета и Российского государственного гуманитарного университета.

## Биография
В сентябре 1975 г. поступил в среднюю общеобразовательную школу № 766 г. Москвы, в 1977—1985 гг. обучался в средней общеобразовательной школе № 375 столицы.
В 1984—1985 — секретарь бюро ВЛКСМ школы № 375 по идеологическому воспитанию.
Поступил в МГПИ имени В. И. Ленина в 1985 году.
1987—1989 гг. — служба в рядах Советской армии в Центральной группе войск (ЧССР) в артиллерийских войсках, воинское звание — сержант (в те годы студенты не имели отсрочки).
Кандидат в члены КПСС в партийной организации МПГУ в 1990—1991 гг.
Окончил исторический факультет Московского государственного педагогического института им. В. И. Ленина в 1992 году, и с марта этого года работал на кафедре новейшей отечественной истории вуза в должности старшего лаборанта. C 1992 по 1996 обучался в заочной аспирантуре МПГУ.
С 1993 года — работа в МПГУ: ассистент, старший преподаватель, доцент, профессор кафедры новейшей отечественной истории.
С 1995 по 2010 год работал учителем истории и обществознания средней школы № 356 г. Москвы.
В 1996 году защитил в МПГУ диссертацию на соискание учёной степени кандидата исторических наук по теме «Аграрная политика белогвардейских правительств Деникина и Врангеля (1919—1920 гг.)».
С 1997 по 2013 гг. — доцент Академии Натальи Нестеровой (Новый гуманитарный университет Натальи Нестеровой), где преподавал курсы истории России, всеобщей истории, политологии.
С 1999 по 2004 год возглавлял Московскую группу НТС, с 2000 по 2010 год являлся членом Совета этой организации.
В 2003—2010 годах — член Исполнительного бюро НТС, член Высшего суда совести и чести организации.
В 2010 году защитил в МПГУ диссертацию на соискание учёной степени доктора исторических наук по теме «Формирование и эволюция политического курса Белого движения в России. 1917—1922 гг.».
Заместитель директора некоммерческого партнёрства «Посев» по научно-издательской работе (1999—2009).
С 2012 по 2017 гг. — ведущий научный сотрудник Академии МНЭПУ. Редактор интернет-сайта «Память чести».
Профессор Московского педагогического государственного университета. По совместительству — профессор кафедры истории России новейшего времени Российского государственного гуманитарного университета (2018—2022), профессор кафедры истории России Владимирского государственного университета. Учёное звание — доцент.
Специализируется на следующих темах: история России XX века, политическая история, история революций и Гражданской войны в России, история Белого движения и русского зарубежья, историческая биография, демография, регионоведение, москвоведение.
Научный редактор серии книг «Белые воины». С 2015 года состоял членом Российского военно-исторического общества (РВИО).
Член редакционной коллегии научных журналов:
«Вестник Государственного социально-гуманитарного университета» и «Новый исторический вестник» (2012—2018).
Член редакционной коллегии журнала «Посев», заместитель главного редактора журнала (1998—2009).
Главный редактор исторического альманаха «Белая гвардия» (1998—2010).
С 2001 года — член Общества изучения истории отечественных спецслужб (ОИИОСС), с 2011 года — член бюро Научного совета РАН по истории социальных реформ, движений и революций, с 2017 года — член-корреспондент Международной академии наук педагогического образования (МАНПО).
Автор около 300 научных и учебно-методических трудов (по базе РИНЦ, по состоянию на 08.03.2025).

## Основные работы

### Монографии
- Цветков В. Ж. Белые армии Юга России. 1917—1920 гг. — М.: Посев, 2000.
- Цветков В. Ж. Белое дело в России. Формирование и эволюция политических структур Белого движения в России. 1919—1922 гг. Ч. 1. — М., 2013. — 396 с.
- Цветков В. Ж. Белое дело в России. Формирование и эволюция политических структур Белого движения в России. 1919—1922 гг. Ч. 2. — М.: Достоинство. 2016. — 640 с.
- Цветков В. Ж. Генерал Алексеев. — М.: Вече, 2014. — 500 с.
- Цветков В. Ж. Адмирал Колчак. «Преступление и наказание» Верховного Правителя России. — М.: Яуза-Эксмо, 2018. — 317 с.
- Цветков В. Ж. Белое дело в России: 1917—1919 гг. — М.: Яуза-Каталог, 2019. — 1056 с.
- Цветков В. Ж. Белое дело в России: 1920—1922 гг. — М.: Яуза-Каталог, 2019. — 1056 с.
- Цветков В. Ж. Последняя битва Белого Юга. 1920 г. — М.: Яуза-Каталог, 2022. — 576 с. — (Правдивая история России) — ISBN 978-5-00-155534-6
- Цветков В. Ж. Генерал Алексеев — М.: Яуза-Каталог, 2023. — 704 с.: ил. — (Правдивая история России) — ISBN 978-5-00-155577-3

### Учебно-методические труды
- Цветкова Е. А., Цветков В. Ж. Регионоведение России. Социально-экономические проблемы. Учебное пособие. — М.: Онто-принт, 2016. — 103 с. — ISBN 978-5-906886-12-5
- Цветков В. Ж. Военно-политические особенности Белого движения в России, его сопоставление с советской властью в специфических условиях Гражданской войны в России 1917—1922 гг. // Трудные вопросы истории: Революция 1917 г. и Гражданская война в России. 1917—1922 гг. Учебное пособие. Вып. 3. / Под общ. ред. А. Б. Ананченко. — М., 2018. — С. 115—167.
- Лубков А. В., Цветков В. Ж. Белое движение в России — его программа и вожди : Учебно-методическое пособие для студентов вузов. — М.: Прометей, 2003. — 189 с. — ISBN 5-7042-1207-7.
- Чураков Д. О., Цветков В. Ж., Матвеева А. М. Вопросы изучения и преподавания историографии: новейшая отечественная история. Пособие по учебной дисциплине «Историография новейшей отечественной истории». — М.: Изд-во МПГУ, 2015. — 174 с. — ISBN 978-5-4263-0266-2.
- Ананченко А. Б., Попов В. П., Цветков В. Ж., Чураков Д. О. Трудные вопросы истории России: учебное пособие. — М.: Изд-во МГПУ, 2016. — ISBN 978-5-4263-0336-2.

### Избранные статьи
- Цветков В. Ж., Гагкуев Р. Г. Образование в «белом Крыму» (Деятельность Отдела народного просвещения в Крыму весной-осенью 1920 г.) // Высшее образование в России. — 2012. — № 1. — С. 137—143.
- Цветков В. Ж. Михаил Васильевич Алексеев // Вопросы истории. — 2012. — № 10. — С. 23—48.
- Цветков В. Ж. Михаил Константинович Дитерихс // Вопросы истории. — 2013. — № 2. — С. 25—38.
- Цветков В. Ж., Цветкова Е. А. Психологические особенности формирования социальной культуры и профессиональных ценностей в молодёжной среде // Наука и школа. — 2013. — № 2. — С. 154—157.
- Цветков В. Ж. Смоленская Родина Верховного Главнокомандующего // Родина. — 2013. — № 9. — С. 104—108.
- Цветков В. Ж. Крымское решение «украинского вопроса». Южнорусское Белое движение и политический статус Украины // Родина. — 2014. — № 5. — С. 126—132.
- Цветков В. Ж., Цветкова Е. А. Историческая психология в концепции преподавания истории в средней школе // Наука и школа. — 2014. — № 2. — С. 130—137.
- Цветков В. Ж. Эволюция политико-правовой системы в Забайкалье в период завершения гражданской войны // Вопросы истории. — 2014. — № 9. — С. 16—35.
- Цветков В. Ж. Р. Ф. Унгерн и попытки организации центра антибольшевистского сопротивления в Монголии (1918—1921 годы). 1-я часть // Новый исторический вестник. — 2015. — № 3 (45). — С. 145—172.
- Цветков В. Ж. Р. Ф. Унгерн и попытки организации центра антибольшевистского сопротивления в Монголии (1918—1921 годы) 2-я часть // Новый исторический вестник. — 2015. — № 4 (46). — С. 102—129.
- Цветков В. Ж., Ананченко А. Б., Попов В. П., Чураков Д. О. Проблемы советской истории должны объединять и воспитывать // Преподавание истории в школе. — 2015. — № 9. — С. 12—24.
- Цветков В. Ж., Цветкова Е. А. Перспективы применения математических методов при изучении экономических вопросов в историческом образовании // Наука и школа. — 2015. — № 6. — С. 7—13.
- Цветков В. Ж., Ананченко А. Б., Попов В. П., Чураков Д. О. Трудные вопросы российской истории XX века // Преподавание истории в школе. — 2016. — № 8. — С. 18—22; № 9. — С. 17—20; № 10. — С. 43—48.
- Цветков В. Ж. Кооперация и сельское хозяйство на белом Юге России в 1919—1920 гг. // Экономический журнал. — 2016. — № 3 (43). — С. 108—129.
- Цветков В. Ж. Генерал М. В. Алексеев и стратегическое планирование в Русской армии накануне и в начальный период Первой мировой войны // Исторический вестник. Первая мировая война. 1914 год. — 2014. — Т. 8 (155). — С. 6—49.
- Цветков В. Ж. Стратегия Варшавско-Ивангородской операции // Исторический вестник. Первая мировая война. 1914 год. — 2014. — Т. 8 (155). — С. 206—231.
- Цветков В. Ж. Участие генерала М. В. Алексеева в разработке военно-оперативных планов Русской армии накануне Первой мировой войны. 1907—1914 гг. // Первая мировая война. Взгляд спустя столетие: предвоенные годы. Сб. материалов 3-й Международной научной конференции. — М., 2014. — С. 248—296.
- Цветков В. Ж. Оценка генералом А. И. Деникиным агрессивных планов нацистской Германии и милитаристской Японии накануне Второй мировой войны // «Российская эмиграция в борьбе с фашизмом». Международная научная конференция, Москва, 14—15 мая 2015 года. — М., 2015. — С. 70—82.
- Цветков В. Ж. Актуальность опыта идеологической работы в период подготовки и начала «перестройки» в СССР: нереализованные возможности и роковые ошибки // Clio-science: Проблемы истории и междисциплинарного синтеза: Сб. научных трудов. Вып. VII. — М.: Изд-во МПГУ, 2016. — С. 204—258.
- Цветков В. Ж. Развитие генералом М. В. Алексеевым опыта оперативно-стратегического планирования в 1915 г. // Исторический вестник. «Первая мировая война. 1915 год». — 2016. Т. 14. — С. 6—42.
- Цветков В. Ж., Цветкова Е. А. Исторический опыт и современные подходы в методике преподавания музыкальной культуры в школе // Наука и школа. — 2016. — № 6. — С. 121—125.
- Цветков В. Ж. Генерал М. В. Алексеев — начальник штаба Ставки Верховного Главнокомандующего (опыт военно-стратегических разработок в конце 1915 г. — 1916 г.) // Исторический вестник. Первая мировая война. 1916 год. — 2016. — Т. 18. — С. 11—41.
- Цветков В. Ж. Определения «идеологической диверсии» и методика контрпропаганды в разработках отечественных спецслужб в конце 1970-х — начале 1980-х гг. // Исторические чтения на Лубянке. ХХ лет. — М., 2017. — С. 265—274.
- Цветков В. Ж., Ананченко А. Б., Попов В. П., Чураков Д. О. Трудные вопросы российской истории XX века // Преподавание истории в школе. — 2017. — № 3. — С. — 20—22.
- Цветков В. Ж. Отражение тенденций советского монументального и декоративного искусства в архитектурно-художественном облике Московского метрополитена во второй половине 1950—1980-х гг. // Clio-science: Проблемы истории и междисциплинарного синтеза: Сборник научных трудов. Вып. VIII. — М.: Изд-во МПГУ, 2017. — С. 222—266.
- Цветков В. Ж. Особенности рабочей политики белых правительств Юга России в условиях экономического кризиса (1918—1920 гг.) // Экономический журнал. — 2017. — № 1 (45). — С. 111—127.
- Цветков В. Ж., Цветкова Е. А. Методический подход к определению факторов воспроизводства населения // Наука и школа. — № 4. — 2017. — С. 42—49.
- Цветков В. Ж. Генерал М. В. Алексеев — от Наштаверха до Главковерха // Исторический вестник. Первая мировая война. 1917 год. — 2017. — Т. 21. — С. 10—27.
- Цветков В. Ж., Цветкова Е. А. Особенности региональных продовольственных рынков в период Гражданской войны на Юге России в 1919 — начале 1920 гг. // Экономический журнал. — 2017. — № 3 (47). — С. 48—73.
- Цветков В. Ж. Политико-правовые особенности организации судебной власти и репрессивной системы в белом Крыму в 1920 г. // Вестник Российского университета дружбы народов. Серия: «История России». — 2018. — Т. 17. — № 1. — С. 175—197.
- Цветков В. Ж. Судебная вертикаль власти в политико-правовой системе Белого движения. Особенности организации гражданской и военной юстиции в 1918—1920 гг. // Новейшая история России. — 2018. — Т. 8. — № 2. — С. 294—306.

### Рецензии
- Цветков В. Ж. [Рец. на кн.:] Лубков А. В. Личность. Время. Образование: статьи и выступления. — М.: МПГУ, 2017. — 320 с. // Исторический вестник. — 2018. — Т. 23. — С. 256—259.

### Фотоальбомы
- Белая Россия. 1917—1922 гг. Фотоальбом / Авт.-сост. Цветков В. Ж., Пушкарёв Б. С. — М.: Посев, 2003. — 321 с. — ISBN 5-85824-145-X.
- Революция и Гражданская война в России. 1917—1922 гг. Фотоальбом / Авт.-сост. Цветков В. Ж., Гагкуев Р. Г. — М.: Достоинство, 2016. — 384 с.

## Публикации в СМИ
- Гражданская война: известные факты и спорные оценки: Лекция в Государственном историческом музее в рамках проекта «Исторические субботы», 28.04.2018
- Маршал Советского Союза Михаил Тухачевский // Программа в «Час истины» на 365 дней ТВ
- Белые в Русскую Гражданскую: Кто они были и чего хотели. Беседа Юрия Пущаева с историком Василием Цветковым // Православие.ru, 28.03.2019